# Фрутленд (Айдахо)
Фрутленд (англ. Fruitland) — місто в окрузі Паєтт, штат Айдахо, США. Згідно з переписом 2010 року населення становило 4684 особи, що на 879 осіб більше, ніж 2000 року.

## Географія
Фрутленд розташований за координатами 44°1′34″ пн. ш. 116°55′20″ зх. д. / 44.02611° пн. ш. 116.92222° зх. д. (44.026189, -116.922292).  За даними Бюро перепису населення США в 2010 році місто мало площу 5,79 км², з яких 5,77 км² — суходіл та 0,01 км² — водойми.

## Демографія

### Перепис 2010 року
За даними перепису 2010 року, у місті проживало 4 684 осіб у 1 700 домогосподарствах у складі 1 243 родин. Густота населення становила 811,0 ос./км². Було 1 836 помешкань, середня густота яких становила 317,9/км². Расовий склад міста: 84,0% білих, 0,5% афроамериканців, 1,0% індіанців, 1,1% азіатів, 0,1% тихоокеанських остров'ян, 10,3% інших рас, а також 2,8% людей, які зараховують себе до двох або більше рас. Іспанці та латиноамериканці незалежно від раси становили 22,6% населення.
Із 1 700 домогосподарств 42,5% мали дітей віком до 18 років, які жили з батьками; 55,0% були подружжями, які жили разом; 12,8% мали господиню без чоловіка; 5,3% мали господаря без дружини і 26,9% не були родинами. 23,5% домогосподарств складалися з однієї особи, в тому числі 12% віком 65 і більше років. У середньому на домогосподарство припадало 2,76 мешканця, а середній розмір родини становив 3,26 особи.
Середній вік жителів міста становив 32,7 року. Із них 31,7% були віком до 18 років; 7,8% — від 18 до 24; 25,4% від 25 до 44; 21,1% від 45 до 64 і 13,9% — 65 років або старші. Статевий склад населення: 48,8% — чоловіки і 51,2% — жінки.
Середній дохід на одне домашнє господарство  становив 51 641 долар США (медіана — 49 849), а середній дохід на одну сім'ю — 58 064 долари (медіана — 52 987). За межею бідності перебувало 12,3 % осіб, у тому числі 9,7 % дітей у віці до 18 років та 16,5 % осіб у віці 65 років та старших.
Цивільне працевлаштоване населення становило 2147 осіб. Основні галузі зайнятості: освіта, охорона здоров'я та соціальна допомога — 26,7 %, роздрібна торгівля — 18,6 %, виробництво — 15,0 %.

### Перепис 2000 року
За даними перепису 2000 року, в місті проживало 3 805 осіб у 1 378 домогосподарствах у складі 1 044 родин. Густота населення становила 972,9 ос./км². Було 1 518 помешкань, середня густота яких становила 388,1/км². Расовий склад міста: 87,70% білих, 0,89% азіатів, 0,60% індіанців,  0,05% афроамериканців, 0,03% тихоокеанських остров'ян, 8,02% інших рас, а також 2,71% людей, які зачисляють себе до двох або більше рас.  Іспанці та латиноамериканці незалежно від раси становили 17,92% населення.
Із 1 378 домогосподарств 40,6% мали дітей віком до 18 років, які жили з батьками; 58,1% були подружжями, які жили разом; 13,1% мали господиню без чоловіка, і 24,2% не були родинами. 21,4% домогосподарств складалися з однієї особи, в тому числі 10,6% віком 65 і більше років. У середньому на домогосподарство припадало 2,76 мешканця, а середній розмір родини становив 3,20 особи.
Віковий склад населення: 31,9% віком до 18 років, 9,0% від 18 до 24, 27,6% від 25 до 44, 18,6% від 45 до 64 і 12,9% від 65 років і старші. Середній вік жителів — 31 рік. Статевий склад населення: 48,4 % — чоловіки і 51,6 % — жінки. 
Середній дохід домогосподарств у місті становив $32 469, родин — $36 614. Середній дохід чоловіків становив $31 419 проти $22 000 у жінок. Дохід на душу населення в місті був $14 488. Приблизно 8,3% родин і 11,9% населення перебували за межею бідності, включаючи 15,6% віком до 18 років і 14,0% від 65 і старших.